# جزیره اسپیرکین اسردوک
جزیره اسپیرکین اسردوک جزیره‌ای هموار و کم‌ارتفاع در دریای کاسپین و در شرق دهانه‌های رود ولگا است.
این جزیره با یک کانال دارای ۷۰۰ متر پهنا از ساحل سرزمین اصلی قزاقستان جدا شده است. درازای آن ۵.۲ کیلومتر و بیشینه پهنای آن ۳.۹ کیلومتر است.
این جزیره از نظر اداری متعلق به استان آتیراو در کشور قزاقستان است.